# Буга, Казимир
Казимир Бу́га (лит. Kazimieras Būga; 6 ноября 1879, дер. Пажеге, Ковенская губерния, Российская империя — 2 декабря 1924, Кёнигсберг, Германия) — литовский языковед, филолог, профессор Пермского (1916–1919), Томского (1919–1920) и Каунасского (1922–1924) университетов, один из известнейших исследователей литовского языка, основоположник Академического словаря литовского языка. Внёс большой вклад в изучение фонетической структуры литовского языка, ударений, грамматики.

## Биография
Родился в крестьянской семье. Окончил Императорский Санкт-Петербургский университет (1905–1912), принадлежал к петербургской школе в языкознании, куда входили в основном ученики и последователи профессора И. А. Бодуэна де Куртенэ, будущие прославленные советские языковеды: академик Л. В. Щерба, профессора Е. Д. Поливанов, Л. П. Якубинский, Б. В. Томашевский и др. Представители этого направления в языкознании развивали целевой и фундаментальный подходы к языку (опередив в этом плане знаменитую пражскую лингвистическую школу); многие идеи петербургской лингвистической школы легли в основу формирования языковедческих взглядов ученых последующих десятилетий и оказали серьезное воздействие на развитие современной языковедческой науки.
Позже переехал в Кённигсберг, где в Кёнигсбергском университете продолжил учёбу под руководством Адальберта Бецценбергера. В 1914 году получил степень магистра по лингвистике.
С 1916 года работал в Петроградском университете; в качестве приват-доцента Петроградского университета перебирается в Пермь. В 1916–1919 работал на историко-филологическом факультете Пермского университета на кафедре сравнительного языковедения, ведя такие курсы как ведение в языковедение, просеминарий по общему языкознанию, церковнославянская морфология.
В 1919–1920  — профессор Томского университета.
В 1920 году вернулся в Литву. В 1920 работал в Министерстве образования Литвы. С 1920 года начал работу над созданием академического словаря литовского языка.
С 1922  — профессор Каунасского университета. Он преподавал почти всю лингвистику, готовил учебники для студентов. В 1924  году опубликовал первую часть «Словаря литовского языка», а вторая часть, им же подготовленная, вышла после его смерти. К. Буга составил около 617 000 словарных карточек.
В июне 1924  года, после получения отпуска, отправился в Аукштадварис, чтобы изучить дзукский диалект. Здесь он заболел, как предположили вначале — гриппом. Но затем болезнь передалась в мозг. Поскольку состояние здоровья стало внушать опасения, он был перевезён в Каунас, через восемь дней — в Кёнигсберг. У профессора был диагностирован цереброваскулярный грипп. 25 ноября он оказался парализован, а в ночь с 1 на 2 декабря он умер.
5 декабря тело К. Буги было доставлено в Каунас его старым опекуном и другом, профессором Эдуардом Вольтером. 6 декабря Казимир Буга был торжественно похоронен на Каунасском кладбище рядом с могилой его учителя Казимераса Яунуса. В советское время кладбище, находящееся в центре города, было закрыто, останки К. Буги были перенесены на Пятрашюнское кладбище.

## Сфера интересов
Интересы К. Буга охватывали практически все области науки литовского языка. Он исследовал расстановку ударений в литовском языке, происхождение различных звуков, их историческое развитие. Выяснил происхождение многих литовских слов. Исследовал словообразование литовских личных имен, опубликовал множество их этимологий (объяснение происхождения слов).
Восстановил оригинальные формы личных имен Великих литовских князей. Внёс большой вклад в фонетическую структуру литовского языка, изучение ударений, грамматику.
Заботился о практических аспектах совершенствования письменного языка. Написал не одну работу об унификации письма. Спас немало красивых литовских слов, которые были объявлены иноязычными (лит. boba, labas, liaudis, riba, kūdikis, skriauda, marios).
К. Буга не интересовали, пожалуй, лишь вопросы синтаксиса литовского языка. Во введении к своему словарю он написал: «Пусть читатель и не думает учиться расстановке знаков препинания из этого словаря».
К. Буга сотрудничал с Яном Эндзелинсом, Бодуэном де Куртенэ, Леонидом Булаховским, Францем Шпехтом, Рейнгольдом Траутманном, имел контакты с многими известными людьми XX века.
Хоть К. Буга и прожил недолгую жизнь, но сделал очень много. Его можно считать истинным создателем науки о литовском языке. В 1958–1962 годах в Вильнюсе издан трехтомник работ К. Буга «Избранные труды» («Rinktiniai raštai»).

## Сочинения
- Об именах литовских правителей.
- Lituanica.
- О старинных отношениях литовцев с германцами [7]
- Избранные работы. Вильнюс, 1958–1961.